# Râul Valea Moașei
Râul Valea Moașei este un afluent al râului Gladna.

## Bazin hidrografic
Râul Valea Moașei face parte din bazinul hidrografic Timiș-Bega

## Hărți
- Harta munții Poiana Rusca  Arhivat în 12 martie 2010, la Wayback Machine.
- Harta județul Timiș